# マドゥラ島

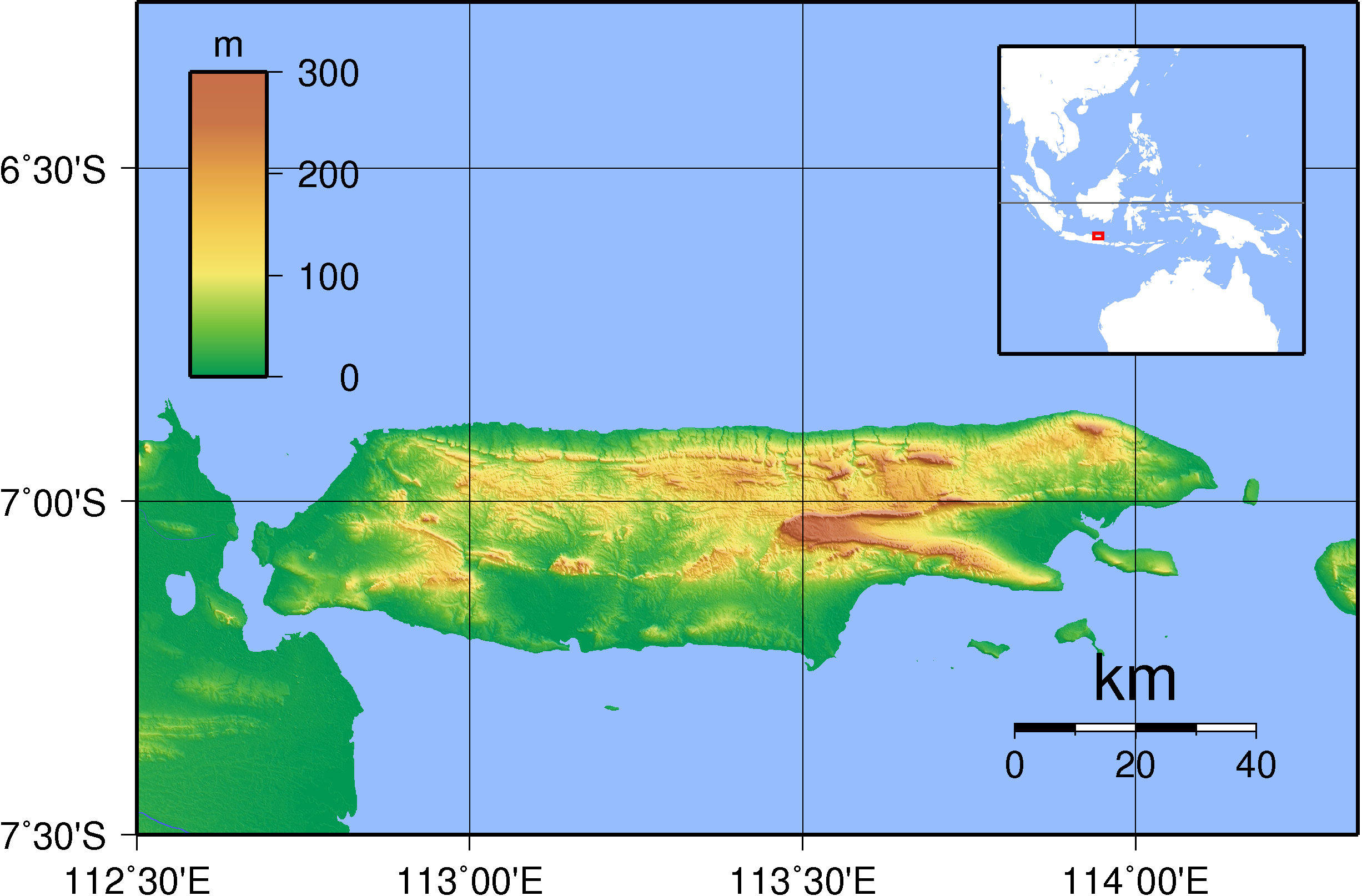
マドゥラ島の地形図

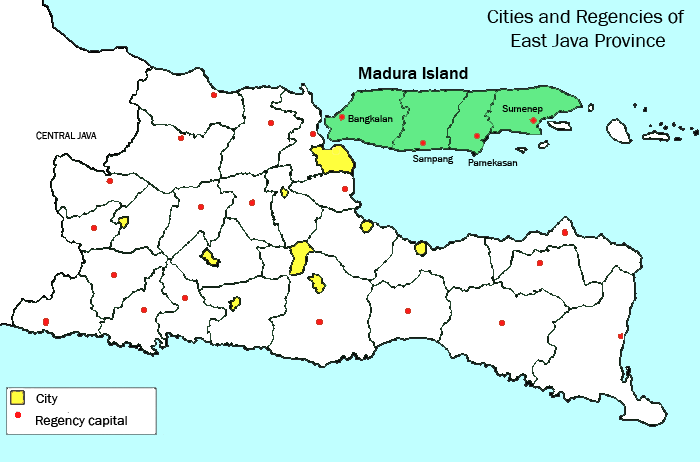
マドゥラ島の東ジャワ州における位置

マドゥラ島 (マドゥラとう、インドネシア語 : Pulau Madura) は、大スンダ列島に属するインドネシアの島の一つである。ジャワ島の北東に位置し、マドゥラ海峡を隔ててスラバヤ周辺のジャワ島と向かい合っており、2009年に開通したスラマドゥ大橋によりジャワ島と結ばれている。島の東西の長さは約150km、南北の幅は約45kmで、マドゥラ島の面積は約4,250km2、付近の島嶼を合わせた面積は約5,290km2である。人口は2010年の統計によると約362万2千人で、住民の主な信教はイスラム教である。マドゥラ島は東ジャワ州の管轄に属し、バンカラン県、サンパン県、パムカサン県、スメネプ県の4県に分かたれている。食塩の産地である。

## 文化
牛に騎手が乗った木製のそりを引かせる形式の競牛で有名で、100mのコースを10秒から15秒で走りきる。競牛は8月と9月に島の各地でおこなわれ、決勝である大統領杯の時期は9月または10月である。島の大衆芸能としてはラーマーヤナとマハーバーラタの仮面劇の人気が高い。